# Guatteria petiolata
Guatteria petiolata är en kirimojaväxtart som beskrevs av Robert Elias Fries. Guatteria petiolata ingår i släktet Guatteria och familjen kirimojaväxter. Inga underarter finns listade i Catalogue of Life.